# Quintino Carlo Bertamo Olwell
Quintino Carlo Bertamo Olwell CP (* 4. November 1898 in Greenpoint, Brooklyn, New York City, Vereinigte Staaten als Charles Bertram Olwell; † 30. Januar 1972 in North Palm Beach, Florida, Vereinigte Staaten) war ein US-amerikanischer Geistlicher.
Olwell war der Sohn von James und Ellen Evans Olwell. Seine Gelübte bei den Passionisten legte er am 15. September 1916 ab.
Hugh Boyle, Bischof von Pittsburgh, weihte ihn am 4. Februar 1923 für die Passionisten zum Priester. Er wurde in die Mission nach Hunan gesandt und kam am 25. August 1923 in Shanghai an. Von 1923 bis zur Machtübernahme der Kommunisten leitete er ein Waisenhaus, war Pfarrer und bekleidete verschiedene Verwaltungspositionen in der Diözese Yuanling. 1949 kam er unter Hausarrest. 1951 wurde er ausgewiesen.
1958 kam er als Missionar auf die Philippinen. Papst Johannes XXIII. ernannte ihn am 19. Januar 1961 zum ersten Prälaten von Marbel und Titularbischof von Thabraca. Am 25. April 1961 weihte Salvatore Siino, Apostolischer Nuntius auf den Philippinen, ihn in der Kirche San Antonio de Padua in Marbel zum Bischof. Mitkonsekratoren waren Cutbert Martin O’Gara CP, Bischof von Yuanling, und Gérard Mongeau OMI, Prälat von Cotabato. Am 18. November 1969 nahm Papst Paul VI. seinen Rücktritt an und ernannte Reginald Edward Vincent Arliss zu seinem Nachfolger.
Olwell nahm an der ersten, dritten und vierten Sitzungsperiode des Zweiten Vatikanischen Konzils als Konzilsvater teil.